# If You Love Me (Let Me Know)
«If You Love Me (Let Me Know)» (с англ. — «Если любишь меня (дай знать)») — песня австралийской певицы Оливии Ньютон-Джон, записанная в 1974 году. Также она была включена в сборник If You Love Me, Let Me Know.

## О песне
Автором песни стал Джон Ростилл, продюсером — Джон Фаррар. Мужской вокал в песне исполнил музыкант Майк Сэммес.
Песня была выпущена как сингл в апреле 1974 года. Она имела успех в Северной Америке: в Канаде она заняла первое место в кантри-чарте, а также четвёртое в поп-чарте, в США вошла в первую пятёрку чарта Hot 100 (для Ньютон-Джон это была уже вторая песня в первой десятке), и заняла второе место в чартах Adult Contemporary и Hot Country Songs, там же в конце-концов ей был присвоен и золотой статус.
В 1978 году Ньютон-Джон исполнила песню во время своего спецвыпуска «Olivia!» вместе с Энди Гиббом и группой ABBA.

## Чарты

### Еженедельные чарты
| Чарт (1974)                            | Высшая позиция |
| -------------------------------------- | -------------- |
| Австралия (Kent Music Report)          | 2              |
| Германия (GfK)                         | 37             |
| Канада (RPM Country Tracks)            | 1              |
| Канада (RPM Top Singles)               | 4              |
| США (Billboard Adult Contemporary)     | 2              |
| США (Billboard Hot 100)                | 5              |
| США (Billboard Hot Country Songs)      | 2              |
| США (Cash Box Country Top 75)          | 1              |
| США (Cash Box Top 100)                 | 6              |
| США (Record World Top Singles)         | 5              |
| США (Record World Top Country Singles) | 1              |
| ЮАР (Springbok)                        | 1              |

### Годовые чарты
| Чарт (1974)                                | Позиция |
| ------------------------------------------ | ------- |
| Австралия (Kent Music Report)              | 40      |
| Канада (RPM Top Singles)                   | 60      |
| США (Billboard Top Pop Singles)            | 32      |
| США (Billboard Top Easy Listening Singles) | 20      |
| США (Billboard Hot Country Songs)          | 9       |
| США (Cash Box Country Top 75)              | 31      |
| США (Cash Box Top 100)                     | 31      |
| ЮАР (Springbok)                            | 7       |

## Сертификации и продажи
| Регион                                                      | Сертификация | Продажи    |
| ----------------------------------------------------------- | ------------ | ---------- |
| США (RIAA)                                                  | Золотой      | 1 000 000^ |
| ^ Данные о тиражах приведены только на основе сертификации. |              |            |

## Кавер-версии
- Тина Тёрнер записала версию песни для своего дебютного сольного альбома Tina Turns the Country On! 1974 года.
- Элвис Пресли исполнял данную песню на концертах, один из таких вариантов можно найти на концертном альбоме Elvis in Concert; студийная версия впервые опубликована на его последнем альбоме Moody Blue 1977 года.
- Брайан Коллинз[англ.] выпустил песню в качестве сингла в 1977 году. Его версия заняла 83-е место в кантри-чарте[26].